# Barren County
Barren County je okres v jižní části státu Kentucky v USA. K roku 2010 zde žilo 42 173 obyvatel. Správním městem okresu je Glasgow. Celková rozloha okresu činí 1 295 km².

## Sousední okresy
| Růžice kompasu | Edmonson County | Hart County   |                 | Růžice kompasu |
| Růžice kompasu | Warren County   | Sever         | Metcalfe County | Růžice kompasu |
| Růžice kompasu | Warren County   | Barren County | Metcalfe County | Růžice kompasu |
| Růžice kompasu | Warren County   | Jih           | Metcalfe County | Růžice kompasu |
| Růžice kompasu | Allen County    |               | Monroe County   | Růžice kompasu |